# Pablo Álvarez (ur. 1997)
Pablo Álvarez García (ur. 23 kwietnia 1997 w Langreo) – hiszpański piłkarz występujący na pozycji defensywnego lub środkowego pomocnika w bułgarskim klubie Czerno More Warna.
W swojej karierze grał również w Villarrealu CF C, Deportivo Alavés B oraz CD San Ignacio.

## Życie prywatne
Jest bratankiem Andrésa Junquery, piłkarza grającego na pozycji bramkarza, wieloletniego zawodnika Realu Madryt